# Civettictis
Civettictis és un gènere de carnívors de la família dels vivèrrids. Conté una espècie vivent, la civeta africana (C. civetta), i una d'extinta, C. braini. La civeta africana té una àmplia distribució a l'Àfrica subsahariana, mentre que les restes fòssils de C. braini foren descobertes al jaciment de Kromdraai (Sud-àfrica). El nom genèric Civettictis significa ‘mostela civeta’ en llatí.